# همایون رحیمیان
همایون رحیمیان (زادهٔ ۱ تیر ۱۳۳۳) موسیقی‌دان، نوازندهٔ ویلن و آهنگساز اهل ایران است. او در مهر ۱۴۰۲ به رهبری دائم ارکستر ملی ایران منصوب شد.

## زندگی‌نامه
علی رحیمیان (با نام هنری همایون رحیمیان) ۱ تیر ۱۳۳۳ در تهران متولد شد. پدرش اهل موسیقی و دوستدار هنر و کارمند وزارت فرهنگ و هنر بود و با هنرمندانی همچون ابوالحسن صبا همکاری و آشنایی داشت. همایون رحیمیان از ۱۰ سالگی فراگیری موسیقی را آغاز کرد. اولین استاد ویلن او واهه خوجایان بود. او فارغ‌التحصیل هنرستان عالی موسیقی با درجه لیسانس است. از استادان او در هنرستان موسیقی می‌توان به حشمت سنجری، هراچ مانوکیان، ابراهیم روحی‌فر، هوشنگ استوار، مرتضی حنانه، حسین ناصحی، فریدون ناصری، یوسف یوسف‌زاده، مصطفی کمال پورتراب و … اشاره کرد. بهروز وحیدی آذر، مجید انتظامی، منوچهر صهبایی و خاچیک بابایان در هنرستان موسیقی با وی هم دوره بوده‌اند. در همان دوران وارد ارکستر مجلسی رادیو و تلویزیون به رهبری لوریس چکنواریان شد. همایون رحیمیان پس از انقلاب سال ۱۳۵۷ ایران، در ارکستر سمفونیک هلند پذیرفته شد و برای مدت کوتاهی به آن کشور مهاجرت کرد اما به دلیل فضای انقلاب و جنگ به ایران بازگشت و از سال ۱۳۵۹ شروع به ساخت قطعات موسیقی نظامی حماسی و مارش‌های جنگی کرد و به همراه چند موسیقی‌دان دیگر، ارکستر سمفونیک تلویزیون را به رهبری نادر مرتضی پور راه اندازی کرد. وی در دو نوبت در کلاس‌های مدرس بین‌المللی ویلن کلاسیک سالواتوره آکاردو شرکت کرد. همایون رحیمیان دارای مدرک درجه یک هنری است.

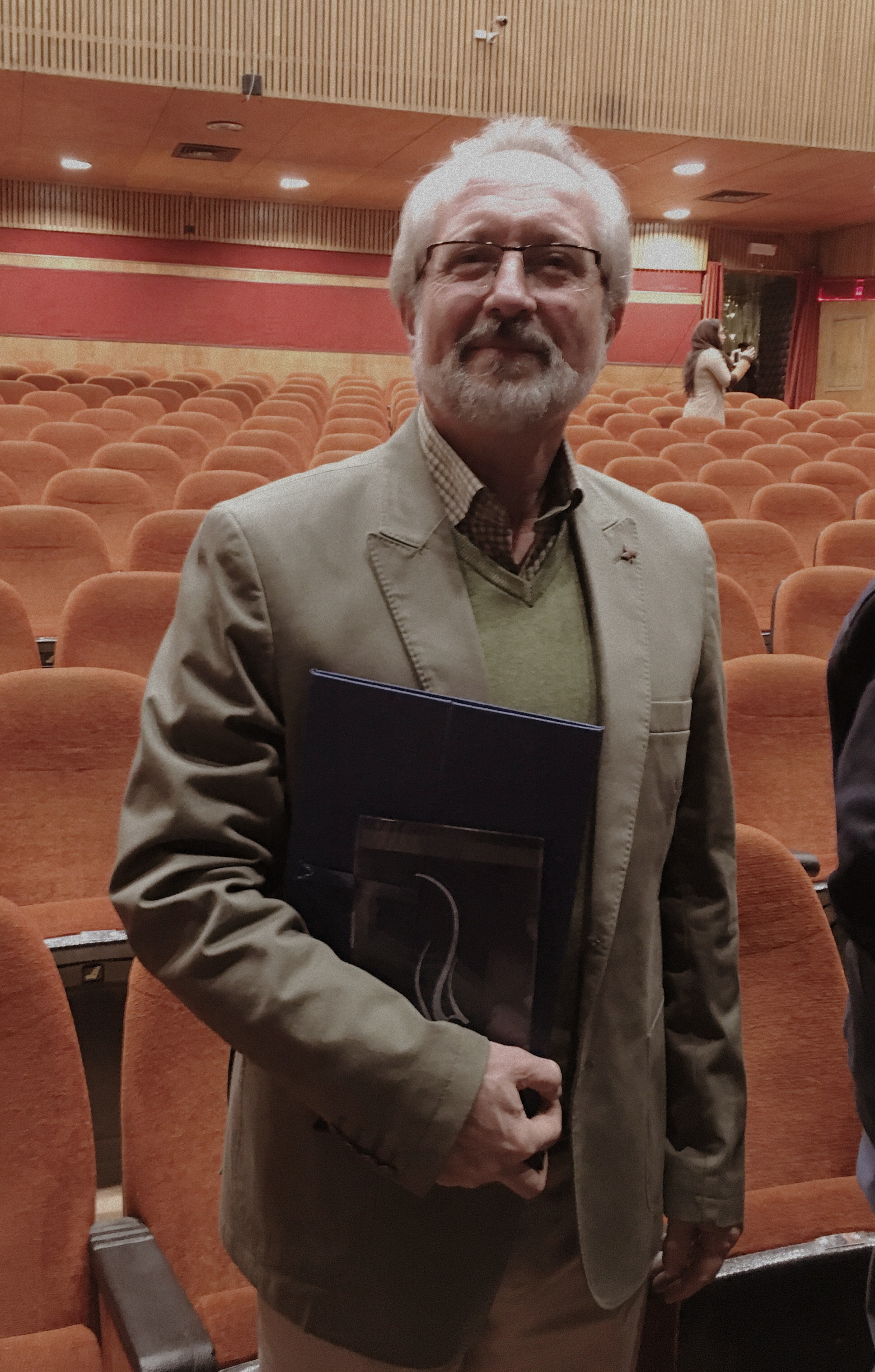
همایون رحیمیان - سومین سال نوای موسیقی ایران - ۴ آذر ۱۳۹۶ - فرهنگسرای نیاوران تهران

در ۴ آذر ۱۳۹۶ در آیین سومین سال نوای موسیقی ایران از همایون رحیمیان تقدیر به عمل آمد و تندیس «سال نوا» و لوح تقدیر به وی اهداء شد.
۲۸ بهمن ۱۴۰۱، در حالی که چهره‌های شناخته شدهٔ رهبری ارکستر، به دلیل همراهی با اعتراضات ۱۴۰۱ ایران، همکاری با ارکسترهای دولتی و جشنواره موسیقی فجر را تحریم کرده بودند، همایون رحیمیان ارکستر ملی ایران را در نخستین روز سی و هشتمین جشنواره موسیقی فجر در تالار وحدت و در حضور وزیر ارشاد و وزیر امور خارجه، رهبری کرد. یک روز پس از آن، فرهاد فخرالدینی، بنیان‌گذار و رهبر سابق ارکستر ملی ایران، نامه‌ای منتشر کرد و نسبت به اجرای بدون اجازه و رضایتِ یکی از آثارش توسط ارکستر ملی ایران در جشنوراه موسیقی فجر، اعتراض کرد.

## فعالیت‌های هنری
از جمله فعالیت‌های هنری همایون رحیمیان به موارد زیر می‌توان اشاره کرد:
عضویت در ارکستر مجلسی رادیو و تلویزیون به رهبری لوریس چکنواریان، عضویت در ارکستر رودکی به رهبری مرتضی حنانه، عضویت در ارکستر صبا به رهبری حسین دهلوی، عضویت در ارکستر ملی ایران به رهبری فرهاد فخرالدینی، ساخت و اجرای قطعه راپسودی برای ویلن با تکنوازی اسدالله ملک، مایستر ارکستر سمفونیک صدا و سیما، کارشناس موسیقی مرکز موسیقی صدا و سیما، تدریس در هنرستان موسیقی دختران، تدریس در هنرستان موسیقی صدا و سیما، ساخت «سمفونی تهران» با اجرای ارکستر سمفونیک تهران، رهبری ارکستر سمفونیک البرز، نوازندگی در آلبوم موسیقی تنها ماندم به آهنگسازی همایون خرم، تنظیم کامبیز روشن روان به خوانندگی محمد اصفهانی، آهنگسازی بیش از ۱۰۰ قطعه موسیقی موجود در آرشیو صدا و سیما

## آثار
آثار با کلام همایون رحیمیان با خوانندگانی نظیر: عباس بهادری، بیژن خاوری، مهرداد کاظمی، حسام الدین سراج، علیرضا افتخاری، عبدالحسین مختاباد، سالار عقیلی، محمد معتمدی و … ضبط و اجرا شده‌است.

### آلبوم‌ها
| سال  | نام            | آهنگساز          | تنظیم‌کننده     | خواننده         | ناشر               | توضیحات                                        |
| ---- | -------------- | ---------------- | -------------- | --------------- | ------------------ | ---------------------------------------------- |
| ۱۳۷۲ | نگاه آسمانی    | همایون رحیمیان   | همایون رحیمیان | حسام الدین سراج | سروش               | اجرا به همراه ارکستر سمفونیک                   |
| ۱۳۷۲ | سروناز (آلبوم) | رحیم فتحعلی زاده | همایون رحیمیان | صمد عقاب        |                    | این اثر به اهتمام فریدون شهبازیان تولید شده‌است |
| ۱۳۷۶ | بی تو خاکسترم  | اکبر آزاد        | همایون رحیمیان | بهرام حصیری     | ساربانگ            | این اثر به اهتمام فریدون شهبازیان تولید شده‌است |
| ۱۳۷۷ | افسانه         | علی جعفریان      | همایون رحیمیان | علیرضا افتخاری  | سروش               |                                                |
| ۱۳۸۰ | تا همیشه       | علی جعفریان      | همایون رحیمیان | سالار عقیلی     | پردیس موسیقی معاصر | اجرا به همراه ارکستر سمفونیک صدا و سیما        |

### ترانه‌ها[۱۵][۱۶]
| ترانه                    | خواننده                                                  | ترانه‌سرا           | آهنگساز                          | تنظیم‌کننده     | توضیحات                                                        |
| ------------------------ | -------------------------------------------------------- | ------------------ | -------------------------------- | -------------- | -------------------------------------------------------------- |
| نینوا                    | احد جنگ‌زاده                                              | محمدحسین شهریار    | همایون رحیمیان                   | همایون رحیمیان | ترانه با اجرای ارکستر                                          |
| گل پرپر                  | احد جنگ‌زاده                                              |                    | همایون رحیمیان                   | همایون رحیمیان | این مارش عزا در وصف علی اصغر ساخته شده‌است                      |
| آرزوی دیدار              | احد جنگ‌زاده                                              | داوود نوروزی       | احد جنگ‌زاده                      | همایون رحیمیان |                                                                |
| می‌خوانمت                 | احد جنگ‌زاده                                              | حسن عسکری          | همایون رحیمیان                   |                | تصنیف در دستگاه شور                                            |
| ایرانی‌ام                 | محمد عبدالحسینی                                          | حسن عسکری          | همایون رحیمیان                   | همایون رحیمیان | سرود با اجرای ارکستر                                           |
| ای آسمان                 | محمد عبدالحسینی                                          | ناصر فیض           | همایون رحیمیان                   | همایون رحیمیان | تصنیف در دستگاه همایون                                         |
| آیینه کوثر               | محمد عبدالحسینی                                          | بیژن ارژن          | همایون رحیمیان                   | همایون رحیمیان | ترانه پاپ با مضمون زادروز فاطمه زهرا                           |
| تشنه باران               | محمد عبدالحسینی                                          | اسماعیل فرزانه     | همایون رحیمیان                   |                | تصنیف در دستگاه بیات اصفهان                                    |
| نسیم و نور               | محمد عبدالحسینی، گروه کُر                                 |                    | همایون رحیمیان                   | همایون رحیمیان | تصنیف در فضای موسیقی دستگاهی با مضمون زادروز فاطمه زهرا        |
| بانگ اذان                | جمال‌الدین منبری                                          |                    | همایون رحیمیان                   | همایون رحیمیان | تصنیف در دستگاه چهارگاه                                        |
| بی تو به سر نمی‌شود       | جمال‌الدین منبری                                          | مولوی              | همایون رحیمیان                   |                | تصنیف در دستگاه ماهور                                          |
| دیدار معبود              | جمال‌الدین منبری                                          | مولوی              | همایون رحیمیان                   |                | تصنیف در دستگاه ماهور                                          |
| در انتظار                | جمال‌الدین منبری                                          | تورج نگهبان        | همایون رحیمیان                   |                | تصنیف در دستگاه همایون                                         |
| دل شیدا                  | حمال‌الدین منبری                                          | غلامرضا قدسی       | همایون رحیمیان                   |                | تصنیف در دستگاه همایون و شوشتری                                |
| هفت پشت عطش              | جمال‌الدین منبری                                          | محمد علی بهمنی     | همایون رحیمیان                   |                | تصنیف در دستگاه ماهور و اجرا با ارکستر سمفونیک صدا و سیما      |
| در اوج عطش               | جمال‌الدین منبری                                          | سهیل محمودی        | همایون رحیمیان                   | همایون رحیمیان | اجرا با ارکستر سمفونیک صدا و سیما                              |
| معشوقه به سامان شد       | حسام‌الدین سراج                                           | مولوی              | همایون رحیمیان                   |                | تصنیف در دستگاه ماهور                                          |
| تسبیح بسم‌الله            | حسام‌الدین سراج                                           | علیرضا بدیع        | همایون رحیمیان                   |                | تصنیف ارکسترال بیات اصفهان                                     |
| مجلس انس                 | حسام‌الدین سراج                                           | حافظ               | همایون رحیمیان                   |                | تصنیف در دستگاه چهارگاه و همایون                               |
| شورای اسلامی شهر و روستا | محمد گلریز                                               | حسن عسکری          | همایون رحیمیان                   |                |                                                                |
| هر سال بهمن ماه          | محمد گلریز                                               | حمید سبزواری       | همایون رحیمیان                   |                | سرود با موضوع «دهه فجر» و «پیروزی انقلاب اسلامی»               |
| یتیمان                   | محمد گلریز، گروه کُر                                      |                    | همایون رحیمیان                   |                | موسیقی ارکسترال در رثای علی بن ابی‌طالب                         |
| امید شب‌های یتیمان        | محمد گلریز، گروه کُر                                      | حمید سبزواری       | همایون رحیمیان                   |                | تصنیف در دستگاه دشتی                                           |
| صبح شرق                  | اسفندیار قره‌باغی                                         | علی معلم           | همایون رحیمیان                   |                |                                                                |
| نوروز در سنگر            | اسفندیار قره‌باغی                                         | مجتبی کاشانی       | امیرفرشید رحیمیان                | همایون رحیمیان | سرود با اجرای ارکستر                                           |
| سرود پیروزی              | اسفندیار قره‌باغی                                         | مشفق کاشانی        | همایون رحیمیان                   | همایون رحیمیان | سرود با اجرای ارکستر                                           |
| جهاد اکبر                | اسفندیار قره‌باغی                                         |                    | همایون رحیمیان                   |                |                                                                |
| آهنگ پیروزی              | اسفندیار قره‌باغی                                         | مشفق کاشانی        | همایون رحیمیان                   |                |                                                                |
| خوزستان                  | اسفندیار قره‌باغی، گروه کُر                                | مشفق کاشانی        | همایون رحیمیان                   |                |                                                                |
| رزم‌آوران                 | سیامک علیقلی                                             | محمود شاهرخی       | همایون رحیمیان                   |                | سرود با اجرای ارکستر                                           |
| لیلای دشت فضیلت          | سیامک علیقلی                                             | سپیده کاشانی       | همایون رحیمیان                   | همایون رحیمیان | سرود ارکسترال در فضای موسیقی دستگاهی در وصف مقام زن            |
| شور شبانگاه              | عبدالرسول کارگشا                                         | محمدرضا محمدی نیکو | فرهاد رحیمیان                    | همایون رحیمیان |                                                                |
| آیت نورانی               | عبدالرسول کارگشا، گروه کُر                                |                    | همایون رحیمیان                   |                | تصنیف در فضای موسیقی دستگاهی با مضمون حجت بن الحسن             |
| آمریکا فتنه زمانه        |                                                          | محسن حسن‌زاده       | همایون رحیمیان                   | همایون رحیمیان |                                                                |
| یادگار همدلی             |                                                          | بیژن ارژن          | همایون رحیمیان                   |                |                                                                |
| رهرو راه قرآن            | گروه کُر                                                  | محمود شاهرخی       | همایون رحیمیان                   |                |                                                                |
| با تو می‌جنگیم            | گروه کُر                                                  | آزاده دالایی       | فرهاد رحیمیان                    | همایون رحیمیان |                                                                |
| پیروزی خرمشهر            | گروه کُر                                                  | مسعود حیدری نوری   | همایون رحیمیان                   | همایون رحیمیان |                                                                |
| کلام خدا قرآن            | گروه کُر                                                  |                    | همایون رحیمیان                   | همایون رحیمیان |                                                                |
| خرمشهر قهرمان            | گروه کُر                                                  | ساعد باقری         | همایون رحیمیان                   |                | سرود با مضمون آزادسازی خرمشهر                                  |
| گاه انتخاب               | گروه کُر                                                  | حسن عسگری          | همایون رحیمیان                   |                | سرود به مناسبت برگزاری انتخابات                                |
| میلاد نور                | گروه کُر                                                  | مولوی              | بهمن کاظمی، همایون رحیمیان       |                |                                                                |
| رهگذر بهار               | مهدی حبیبی                                               | فریدون مشیری       | مهدی حبیبی                       | همایون رحیمیان | تصنیف در دستگاه بیات اصفهان                                    |
| صید شوق                  | مهدی حبیبی                                               | مولوی              | مهدی حبیبی                       | همایون رحیمیان | تصنیف در دستگاه نوا                                            |
| سیب درخت وحی             | بیژن خاوری                                               |                    | همایون رحیمیان                   | همایون رحیمیان | ترانه پاپ در وصف فاطمه زهرا                                    |
| پهلوونا اومدن            | بیژن خاوری                                               | حسن عسکری          | همایون رحیمیان                   |                |                                                                |
| غریبانه (حدیث هجران)     | عبدالحسین مختاباد                                        | حمید سبزواری       | حمید شاهنگیان                    | همایون رحیمیان | تصنیف با مضمون ظهور حجت بن الحسن                               |
| نقش خیال                 | عبدالحسین مختاباد                                        | حافظ               | همایون رحیمیان                   |                | تصنیفی از آلبوم «نقش خیال»                                     |
| همای قاف قرب             | عبدالحسین مختاباد                                        | مولوی              | همایون رحیمیان                   |                | تصنیفی در دستگاه ماهور از آلبوم «نقش خیال»                     |
| وداع حسین بن علی         | حمید غلامعلی، گروه کُر                                    |                    | همایون رحیمیان                   | همایون رحیمیان |                                                                |
| افق نور                  | حمید غلامعلی، گروه کُر                                    |                    | همایون رحیمیان                   | همایون رحیمیان |                                                                |
| از کربلا تا شام          | حمید غلامعلی، گروه کُر                                    | سهیل محمودی        | حمید شاهنگیان                    | همایون رحیمیان | ترانه پاپ با مضمون عزاداری حسین بن علی و زینب                  |
| جوانان انتخاب‌گر          | حمید غلامعلی، گروه کُر                                    | محسن حسن‌زاده       | همایون رحیمیان                   |                |                                                                |
| در افق نور               | حمید غلامعلی، گروه کُر                                    | محمدسعید میرزایی   | حمید شاهنگیان                    | همایون رحیمیان | ترانه پاپ با مضمون مبعث                                        |
| یاد سرخ                  | حمید غلامعلی، گروه کُر                                    | سهیل محمودی        | حمید شاهنگیان                    | همایون رحیمیان | مرثیه ای در سوگ علی‌اکبر                                        |
| اتحاد                    | حمید غلامعلی                                             | علی معلم           | همایون رحیمیان                   |                |                                                                |
| درگذشت روح‌الله خمینی     | حمید غلامعلی                                             |                    | همایون رحیمیان                   | همایون رحیمیان | ترانه ارکسترال پاپ با مضمون درگذشت روح‌الله خمینی               |
| شکیبایی                  | حمید غلامعلی                                             |                    | همایون رحیمیان                   | همایون رحیمیان | تصنیف در فضای موسیقی دستگاهی با مضمون محرم                     |
| دعوت                     | حمید غلامعلی                                             | سخای اصفهانی       | احمدعلی راغب                     | همایون رحیمیان |                                                                |
| جانبازان قله‌های استقامت  | حمید غلامعلی                                             |                    | همایون رحیمیان                   |                |                                                                |
| تو را من چشم در راهم     | حمید غلامعلی                                             | نیما یوشیج         | همایون رحیمیان                   |                |                                                                |
| ماه بنی هاشم             | حمید غلامعلی                                             | سهیل محمودی        | حمید شاهنگیان                    | همایون رحیمیان | مرثیه‌ای با اجرای ارکستر سمفونیک صدا و سیما در سوگ عباس بن علی  |
| قله‌های استقامت           | حمید غلامعلی                                             | عباس براتی پور     | همایون رحیمیان                   |                | سرود در بزرگداشت مقام جانباز ویژه زادروز عباس بن علی           |
| سرو آزاد (جانباز)        | حسن فدائیان                                              | مجتبی کاشانی       | حمید شاهنگیان                    | همایون رحیمیان | ترانه با اجرای ارکستر                                          |
| روح اهورایی              | حسن فدائیان                                              |                    | همایون رحیمیان                   |                | سرود در بزرگداشت مقام جانباز ویژه زادروز عباس بن علی           |
| بهار آشنایی              | علی سلیمی                                                | مشفق کاشانی        | همایون رحیمیان                   |                | ترانه پاپ                                                      |
| جان هستی                 | علی سلیمی                                                |                    | همایون رحیمیان                   |                | ترانه پاپ                                                      |
| جان جهان                 | غلامرضا پیروی                                            | شعبان کرمدخت       | همایون رحیمیان                   |                | تصنیف در دستگاه شور                                            |
| اگر زینب نبود            | غلامرضا پیروی، گروه کُر                                   | قادر طهماسبی       | همایون رحیمیان                   |                | تصنیف در دستگاه همایون                                         |
| بانوی پرستاران           | بهرام گودرزی، گروه کُر                                    | علی تفرشی          | همایون رحیمیان                   | همایون رحیمیان | تصنیف در فضای موسیقی دستگاهی با موضوع زادروز زینب و روز پرستار |
| جان جانان                | سامی یوسف                                                |                    | همایون رحیمیان                   |                |                                                                |
| مادر                     | بهرام حصیری                                              | اسماعیل فرزانه     | مودبپور                          | همایون رحیمیان | تصنیف در دستگاه بیات اصفهان                                    |
| دعای سحر                 | محمد حشمتی                                               | لیلا کسری          | فریدون خشنود                     | همایون رحیمیان |                                                                |
| کوچه مهتاب               | کیا باقری                                                | ساعد باقری         | احمدعلی راغب                     | همایون رحیمیان |                                                                |
| بلاغت سبز                | عباس بهادری                                              | ساعد باقری         | همایون رحیمیان                   | همایون رحیمیان | ترانه پاپ                                                      |
| شب                       | احمد مرتضی‌پور                                            | مشفق کاشانی        | همایون رحیمیان                   |                |                                                                |
| مهرورزان                 | رشید وطن‌دوست                                             | اسماعیل فرزانه     | همایون رحیمیان                   |                | اجرا با ارکستر سمفونیک صدا و سیما                              |
| ایران ایران ایران        | حمید غلامعلی، محسن حسن‌زاده، چنگیز حبیبیان، فریدون بیگدلی |                    | فریدون خشنود                     | همایون رحیمیان | سرودی به مناسبت فرارسیدن دهه فجر                               |
| مژده بهار                | محمدعلی قدمی                                             | حافظ               | همایون رحیمیان                   | همایون رحیمیان | تصنیف در دستگاه ماهور                                          |
| دریا تویی                | علی بهادری                                               | سلمان هراتی        | همایون رحیمیان                   | همایون رحیمیان |                                                                |
| خورشید                   | رضا شیرازی                                               |                    | همایون رحیمیان                   | همایون رحیمیان | ترانه پاپ با مضمون ظهور حجت بن الحسن                           |
| زلف معشوقه               | رضا طیبی                                                 | حافظ               | حمیدرضا بهنام شجاعی، علی رحیمیان |                | تصنیف در دستگاه بیات اصفهان                                    |
| طباطبایی                 | نادر اسماعیل‌زاده، گروه کُر                                |                    | همایون رحیمیان                   | همایون رحیمیان |                                                                |